# Turdus
Turdus Linnaeus, 1758 è un genere di uccelli passeriformi della famiglia dei Turdidi.
I membri del genere Turdus sono uccelli di medie dimensioni dal piumaggio perlopiù mimetico; prevalentemente terricoli, in volo sono rapidi e agili. Una buona metà delle specie frequenta ambienti situati nella fascia altitudinale inferiore ai 2.000 metri, ma alcune possono spingersi oltre i 4.000 metri di quota. Prediligono ambienti boschivi aperti per la nidificazione e ambienti aperti o semiaperti con facile accesso al suolo per la ricerca del cibo. Diverse specie dimostrano una notevole capacità di adattamento ai cambiamenti ambientali. Alcune si lasciano avvicinare facilmente e diventano familiari fino a entrare nella società e nella cultura umana. In Europa questo ruolo è ricoperto dal merlo, nell'America del nord dal tordo migratore americano, in Brasile dal tordo rufiventre e in Cile dal tordo australe. Sono onnivori, con una dieta determinata dalle necessità fisiologiche e caratterizzata da variabilità stagionale. Nell'emisfero settentrionale la stagione riproduttiva va da marzo-aprile fino alla fine di agosto, mentre nell’emisfero sud può protrarsi per tutto l'anno, con l'attività principale durante la stagione delle piogge. Raggiungono la maturità sessuale a dodici mesi e depongono da due a sei uova per ogni covata. Predati da mammiferi, serpenti e rapaci, contribuiscono alla conservazione delle specie predatrici, risultando utili nella regolazione delle popolazioni di invertebrati e nella propagazione delle specie vegetali che forniscono loro nutrimento, con implicazioni positive per la biodiversità.
Delle 84 specie appartenenti al genere Turdus, il 46% risiede nell'ecozona neotropicale (Messico meridionale, America centrale e meridionale) e solo un terzo è migratore. Predati da corvidi, rapaci diurni e notturni, serpenti e vari mammiferi, i tordi sono afflitti da un cospicuo numero di parassiti interni ed esterni, alcuni dei quali possono interessare anche l'uomo. Presentano uno stato di conservazione relativamente favorevole: infatti, 71 specie sono classificate nella categoria Quasi minacciate nella Lista Rossa delle Specie Minacciate dell'Unione Internazionale per la Conservazione della Natura (IUCN). Distruzione e degrado dell'habitat sono all'origine della diminuzione degli effettivi di alcune specie. Cacciati fin dall'antichità, i tordi sono utilizzati come richiami per la caccia e per la partecipazione a gare di canto.
Tra le più antiche raffigurazioni in cui sono rappresentati figurano gli affreschi etruschi della Tomba del triclinio, risalenti all'inizio del V secolo a.C. Affreschi raffiguranti nature morte con questi uccelli, destinati alle mense, sono stati rinvenuti nelle ville di Ercolano e di Pompei, e nella Villa di Livia a Prima Porta, a Roma. Sul finire del Cinquecento e nei primi anni del Seicento abbondano le tele con tordi appesi a frollare o riversi sui banconi, insieme a molta altra selvaggina. Il merlo e il tordo sono citati da scrittori e poeti in relazione ai loro versi, ai comportamenti e alle abitudini. La palma di cantore malinconico e raffinato spetta al tordo, mentre il merlo si distingue per il suo fischio sonoro e per il ciangottio petulante.

## Descrizione

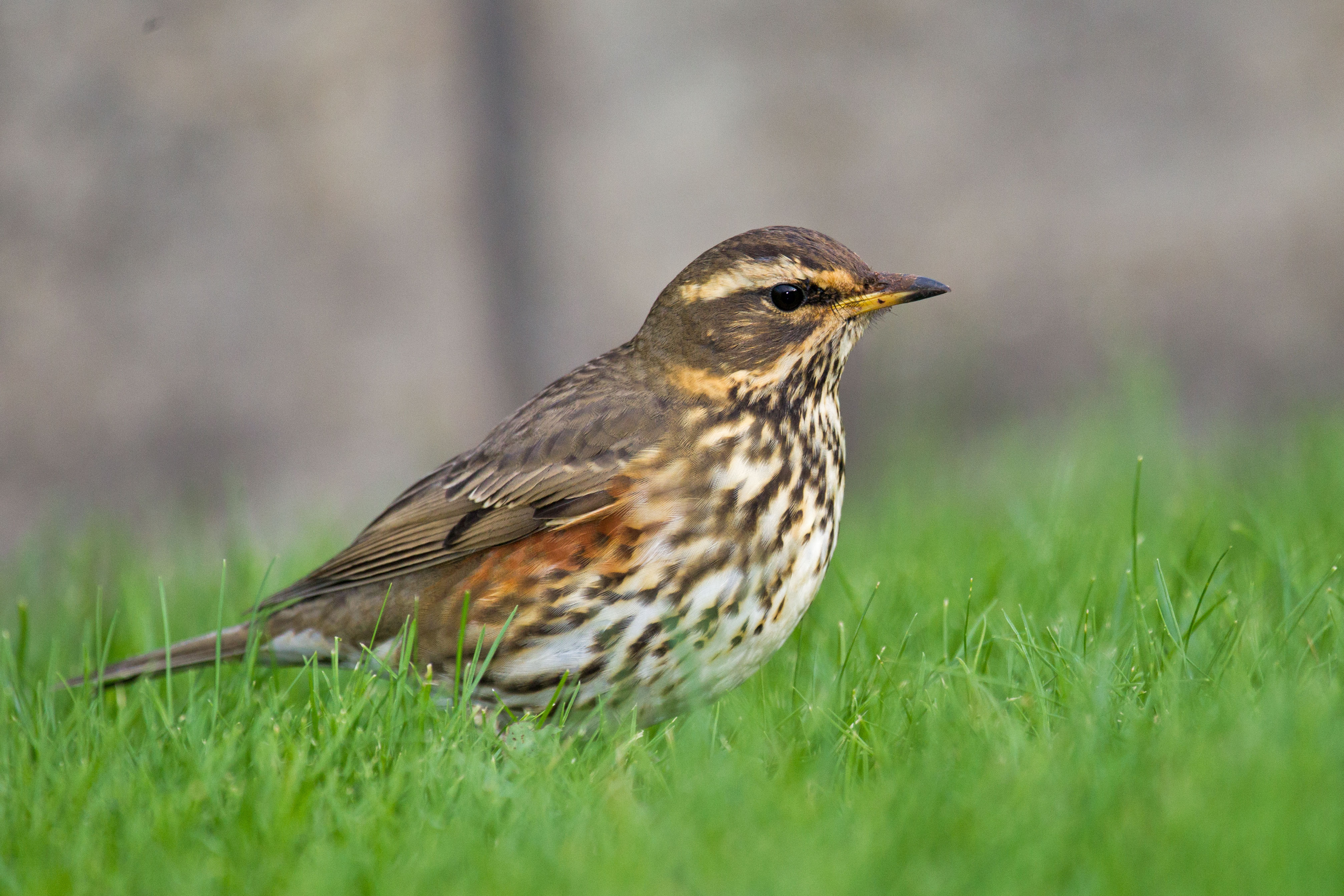
Turdus iliacus (tordo sassello)

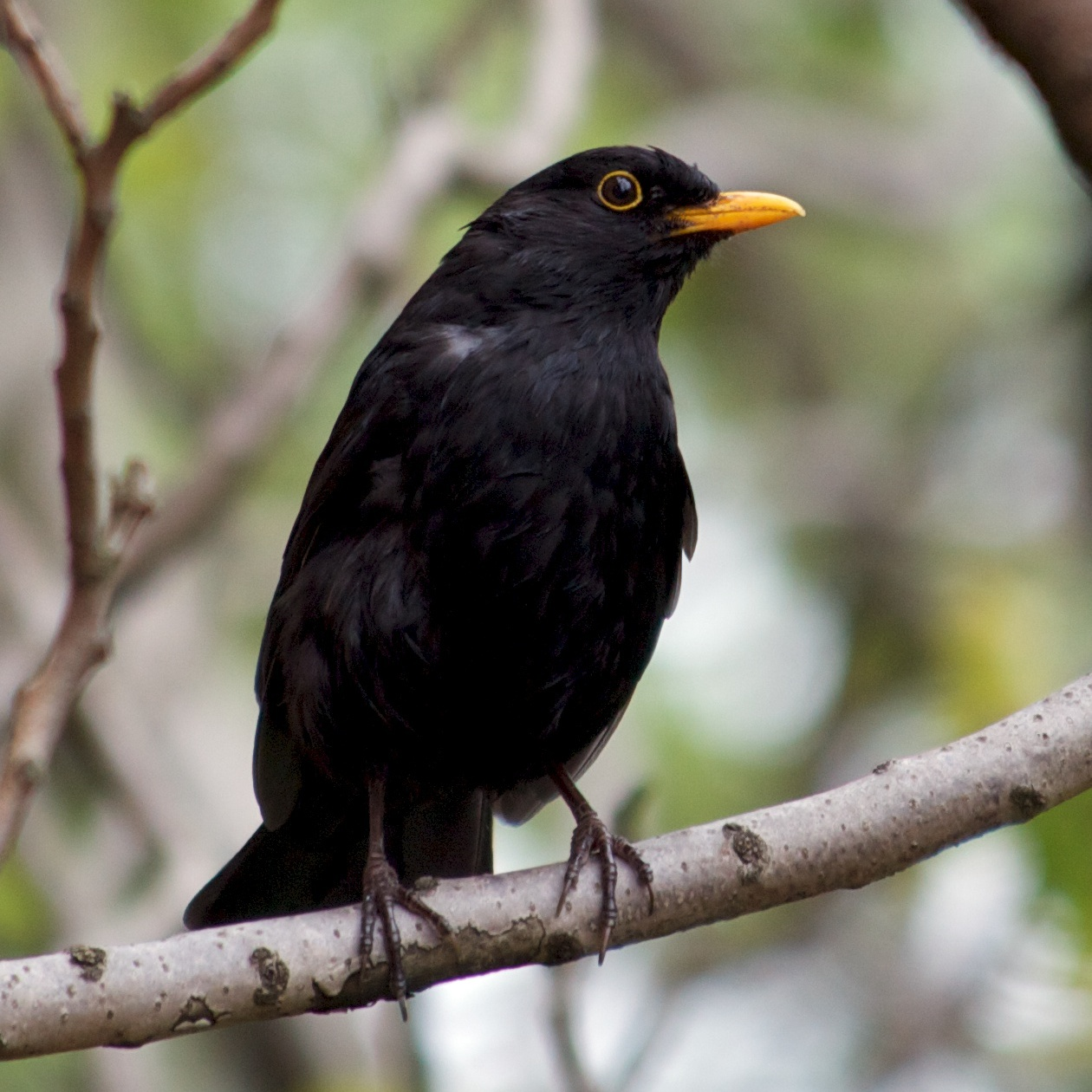
Turdus merula (merlo comune)

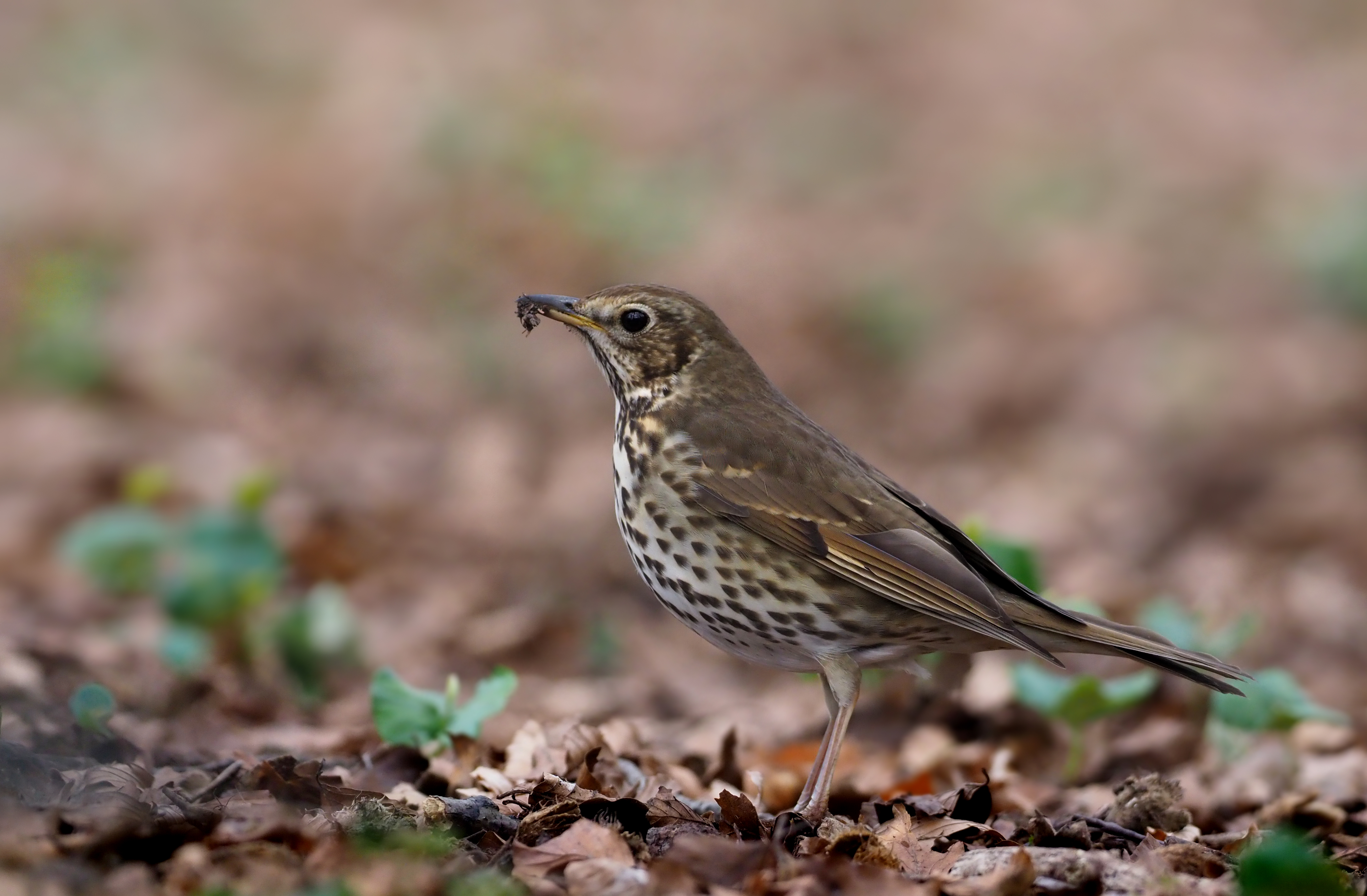
Turdus philomelos (tordo bottaccio)

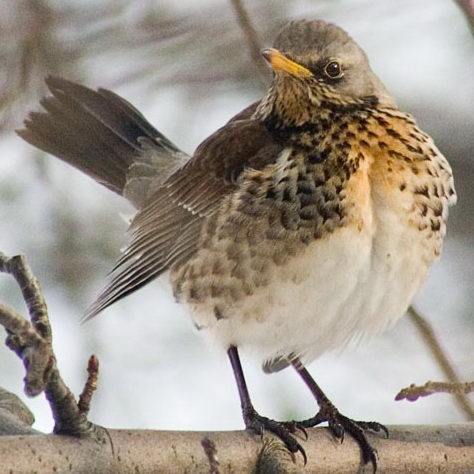
Turdus pilaris (cesena)

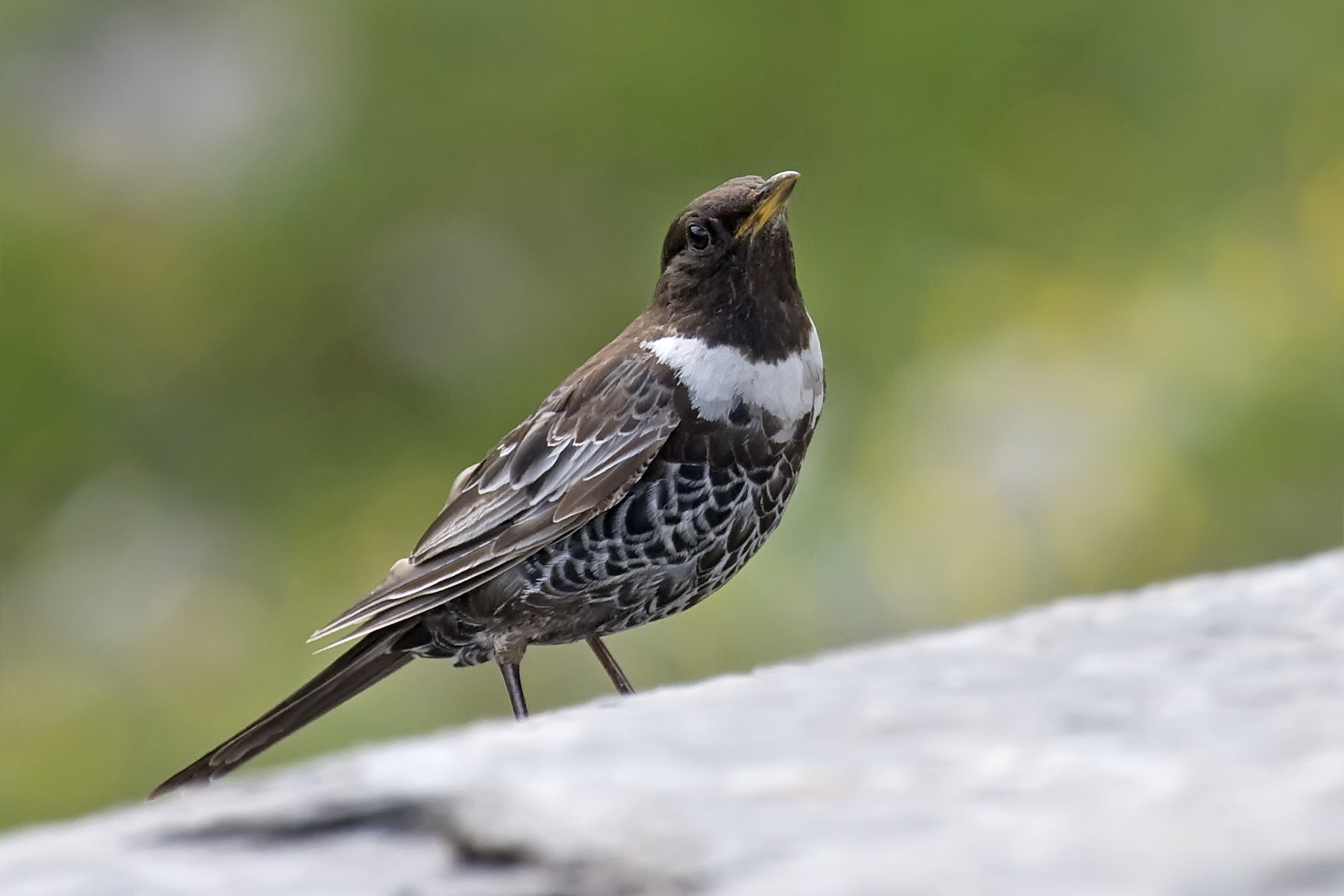
Turdus torquatus (merlo dal collare)

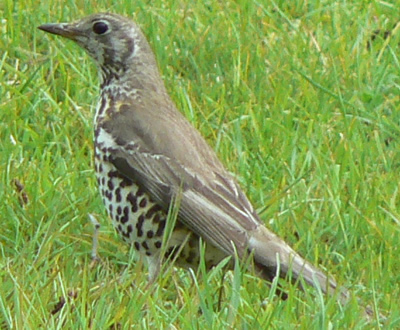
Turdus viscivorus (tordela)

Sono uccelli di medie dimensioni. La lunghezza totale varia tra i 22 e i 27 cm, l'apertura alare tra i 34 e i 40 cm, e il peso da 66 a 140 grammi, con variazioni in base al sesso e alle stagioni. Il piumaggio del dorso varia dal marrone o grigio, al blu, castano o arancione, talvolta con vistose macchie alari e solitamente punteggiato (specie nei giovani); le parti inferiori hanno una colorazione di fondo biancastra più o meno macchiettata, eccezion fatta per alcune specie (merlo, merlo dal collare e altri merli tropicali) che presentano nei maschi un piumaggio decisamente nero e nelle femmine più scuro. Le ali sono prevalentemente arrotondate, la coda quadrata o leggermente arrotondata. Il becco è robusto e lievemente incurvato, di colore bruno (ma anche giallo o arancione nel maschio adulto di alcune specie), in genere con una base gialla; spesso la mandibola superiore sporge rispetto a quella inferiore e ha la punta ricurva verso il basso. È adatto a un'alimentazione a base di insetti e semi, ma può anche servire per rompere il guscio delle uova di altri uccelli, come nel caso del tordo eremita. Il tarso è lungo rispetto alle dimensioni del corpo; zampe e piedi sono robusti e, in alcune specie come il merlo e la tordela, rappresentano un importante strumento per scavare nella neve e nel terreno alla ricerca di cibo. il dimorfismo sessuale è abbastanza pronunciato, considerato che solo il 20-25% delle specie non presenta marcate differenze tra i sessi. I giovani assomigliano alle femmine, che sono generalmente un po' più piccole dei maschi adulti e presentano un piumaggio più chiaro e opaco. La tordela è la specie più grande del genere, con una lunghezza totale di 27 cm e un peso di 100-140 g.
Gli individui nati nell’anno, una volta completata la crescita del piumaggio giovanile, effettuano una muta durante la quale rinnovano il piumaggio del corpo e sostituiscono le penne dell’ala in modo variabile a seconda della specie. L’adulto, invece, compie una muta post-riproduttiva completa.
Nei turdidi, come in altre famiglie, possono verificarsi mutazioni derivanti da cambiamenti genetici, trasmessi di generazione in generazione. Nei tordi, le mutazioni sono caratterizzate da diverse colorazioni, come riportato di seguito per alcune specie: tordo bottaccio: mutazione brown (colore giallo senape o arancio a seconda della stagione), mutazione satin (colore bianco con leggera pigmentazione nera alla base della piuma e occhi neri) e mutazione albina (colore bianco con occhi rossi); tordo sassello: mutazione marrone e mutazione satin; merlo: mutazione albina, mutazione satin, mutazione grizzly (tricolore), mutazione Siam, mutazione blu o grigia, mutazione agata, pastello e marrone.
Possono inoltre verificarsi incroci interspecifici, che comportano differenze anche nel piumaggio, come nei seguenti casi: T. atrogularis × T. ruficollis, T. eunomus × T. naumanni, T. iliacus × T. pilaris, T. ruficollis ruficollis × T. naumanni naumanni e T. smithi × T. olivaceus.

## Biologia
In natura vivono mediamente due o tre anni, ma allevati in cattività e in condizioni favorevoli possono superare i 20 anni. Uccelli prevalentemente terricoli, a terra si spostano con disinvoltura correndo con portamento eretto e saltellando con eleganza nei prati o nella lettiera di foglie, sempre con atteggiamento vigile, fermandosi a tratti per osservare l'ambiente circostante, pronti a involarsi rapidamente, spesso emettendo un richiamo d'allarme. Gli stessi pulli vengono alimentati a terra dai genitori durante i primi mesi di vita, nell'area del loro nido. Si ritirano nel fitto dei boschi o delle siepi per nascondersi, nutrirsi (su alberi e arbusti o nel sottobosco), nidificare e passare la notte. In aria sono rapidi e agili, con un volo caratterizzato da rapidi battiti d'ala intervallati da brevi planate, agile, veloce e spesso ondeggiante. Il volo migratorio consiste in una serie di battiti d'ala rapidi, interrotti da movimenti orizzontali o discendenti.
Maschio e femmina raggiungono la maturità sessuale a dodici mesi e formano coppie talvolta destinate a durare tutta la vita. Territoriali e quasi tutti monogami, entrambi i sessi difendono vigorosamente il territorio circostante il nido. Nel periodo riproduttivo vivono in coppie isolate, ma nel resto dell'anno tendono a diventare più sociali e a riunirsi in branchi di dimensioni variabili: quando si alimentano, spesso mescolati ad altre specie, congeneri o meno, per garantirsi una maggiore sorveglianza contro i predatori, e in occasione delle migrazioni. Tendono a migrare in stormi, viaggiando solitamente di notte ed emettendo richiami con cui mantengono il contatto tra compagni. Sulle lunghe distanze, gli stormi si mantengono ad alta quota, con un volo rapido, potente e diretto; sono stati monitorati tramite radar stormi in volo fino a 3.270 metri dal suolo. Le specie migratrici coprono distanze anche molto notevoli. Le specie sedentarie o migratrici altitudinali effettuano spostamenti minori, da alcune decine a centinaia di chilometri. I tordi tendono a tornare regolarmente nelle aree di svernamento tradizionali, sebbene alcune specie siano meno regolari e si lascino influenzare dalle condizioni meteorologiche e dalla disponibilità alimentare.
Onnivori, prediligono le zone semiaperte, praterie, margini di bosco e aree boschive, ma diverse specie dimostrano grande capacità di adattamento ai cambiamenti ambientali e all'ambiente umano, che offre loro risorse alimentari e protezione. Frequentano infatti in misura crescente frutteti, parchi e giardini cittadini, dove molti individui accettano anche nidi artificiali, se disponibili. Nel periodo della nidificazione sono timidi e circospetti, ma alcune specie diventano relativamente confidenti nel resto dell'anno e si lasciano avvicinare abbastanza facilmente, soprattutto laddove sono abituate alla presenza dell'uomo.

### Alimentazione
Il regime alimentare delle specie del genere Turdus è determinato dalle necessità fisiologiche e caratterizzato da variabilità stagionali. Durante la stagione riproduttiva, quando il fabbisogno proteico aumenta per le produzioni (sperma e uova), prevale una dieta proteica a base di invertebrati quali insetti (termiti, formiche, cavallette, coleotteri, farfalle, tra gli altri) e loro larve; aracnidi (ragni, scorpioni e zecche); miriapodi e crostacei; molluschi (limacce e lumache) e lombrichi. Numerose specie si nutrono anche di piccoli vertebrati (pesci, girini, rettili, uova e pulcini di altre specie. Durante la migrazione verso i quartieri di svernamento, preferiscono i frutti energetici, con una bassa concentrazione di semi e facilmente digeribili quali quelli di biancospino, edera, ilatro, pruno, rovo e sambuco Tra gli altri frutti selvatici figurano agrifoglio, alaterno, cotonastro, ginepri, fragole, lamponi, ribes, rosa canina, sorbo, tasso e vischio.
Negli ambienti più caldi, gli alimenti vegetali prevalgono nella dieta, che comprende un gran numero di bacche, frutti e semi (sulla pianta e a terra, con preferenza per quelle più dolci ed acquose) di piante erbacee, arbustive e arboree appartenenti a vari generi, tra cui alloro, edera, fragola, ginepro, lampone, mirtillo, mora, vischio, ciliegie, guaiava, mele, pere, uva, germogli e boccioli. Alcune specie sono ghiotte di nettare, tra questi, il tordo fianchigrigi, il tordo argilla, il tordo dorsorossiccio, il Turdus simillimus, il tordo castano e il tordo golanera che, addirittura, in primavera si nutre quasi esclusivamente di nettare di rododendro.
I pulcini, che necessitano di proteine per accrescere la massa corporea, sono nutriti esclusivamente di invertebrati.
I tordi si alimentano nelle radure erbose ai margini dei terreni coltivati correndo e saltellando agilmente, o cercano le prede nel sottobosco, rovistando nella lettiera di foglie con piccoli colpi laterali della testa. La cesena e la tordela sono anche capaci di catturare gli insetti in aria volando anche ad altezze elevate, insolite per queste specie. Nei pressi delle aree più antropizzate, le specie più confidenti approfittano delle opportunità offerte dall’uomo. Il Turdus eremita, già citato per la sua natura di predatore, si nutre anche di resti di animali e di scarti di cucina.
In cattività, sono molto adattabili ai vari cibi: farina di mais, larve di insetti, frutta, uva secca, pane e latte, mangimi pellettati e pastoni a base di insetti.

### Riproduzione
La stagione riproduttiva inizia più precocemente alle latitudini ed alle altitudini inferiori. Nell’emisfero settentrionale, è compresa tra marzo-aprile e fine agosto, mentre nell’emisfero sud può durare tutto l'anno, con l’attività principale svolta durante la stagione delle piogge. I maschi di alcune specie arrivano nelle zone di nidificazione prima delle femmine; il maschio definisce col canto, e poi protegge e difende, il territorio di riproduzione, scacciando gli altri maschi, ma anche la femmina può essere aggressiva, quando compete con altre femmine per un buon territorio di nidificazione. Il corteggiamento, che può essere osservato in diverse specie, include, oltre al canto, la parata nuziale, la cerimonia del becco aperto, in cui il maschio e la femmina si avvicinano e si toccano il becco, l'alimentazione della femmina da parte del maschio. La cesena, che è il solo turdide che nidifica volentieri in colonie, allontana i potenziali predatori che si avvicinano alle colonie di nidificazione, da sola o in gruppo, spruzzandoli di escrementi.
La scelta del sito e la costruzione del nido spettano alla femmina, che impiega un paio di settimane per approntarlo, talvolta aiutata dal maschio, che può partecipare con la raccolta di materiali. Questi variano a seconda delle disponibilità e delle condizioni climatiche, con particolare riferimento alle basse temperature ed alla ventosità. Il nido può essere costruito praticamente ovunque, a seconda della posizione geografica e dell'habitat: in luoghi freschi e ombrosi, nella vegetazione densa (gli alberi preferiti sono sempreverdi), ai margini di boschi misti, ma anche in frutteti o all’interno dei parchi cittadini. Di solito, è posizionato abbastanza in alto, ad almeno sei-otto metri dal suolo, ben mimetizzato, alla biforcazione di un albero, contro il tronco o lungo un grande ramo orizzontale, ma anche a terra, tra le radici di una pianta abbattuta, in un fitto cespuglio, nella cavità di un albero, sotto una roccia, in una crepa del muro o tra le rocce. Nelle aree suburbane, si possono trovare nidi anche sotto la grondaia di una casa, su cornicioni e sporgenze di fienili e persino sui davanzali di finestre. Alcune specie approfittano dei nidi artificiali, altre (ad esempio il tordo di Kurrichane) riutilizzano anche nidi di altre specie. Le caratteristiche del nido variano da regione a regione. Normalmente, è una ciotola voluminosa di 10–15 cm di diametro, costituita da un intreccio di ramoscelli, erba, piccole radici, felci, ma anche pezzi di carta, di plastica, di tessuto e di spago e muschio, consolidata con fango o escrementi di animali. L'interno è foderato con petali, piume, peli di animali o altro materiale morbido, a seconda delle disponibilità.
Vi sono deposte da due a cinque-sei uova, la cui superficie ha, nella maggior parte dei casi, un colore tendente al bluastro e al verdastro, con macchiettature o screziature evidenti, che schiudono dopo essere state incubate dalla femmina per un paio di settimane, con la collaborazione generalmente sporadica del maschio, che può portarle del cibo. Gli adulti del merlo dal collare e della cesena hanno l’abitudine ad accumulare il cibo sul terreno prima di trasportarlo al nido. I pulcini sono alimentati quasi sempre da entrambi i genitori e abbandonano il nido a due-tre settimane di vita, ma rimangono nelle sue vicinanze e vengono ancora nutriti fino a due-tre settimane. A volte, il maschio continua a nutrire i piccoli da solo, mentre la femmina incuba una seconda covata. Il numero delle covate annue (fino a un massimo di cinque) varia a seconda della latitudine, dell’altitudine e della specie, ma la deposizione può durare praticamente tutto l’anno, laddove le condizioni climatiche sono favorevoli. In molti casi, le femmine iniziano la covata successiva circa 40 giorni dopo la deposizione del primo uovo dell'anno, ma spesso costruiscono il nido e poi depongono le uova prima che la prima serie di nidiacei sia indipendente. A volte, la sovrapposizione è lunga, con la seconda covata iniziata prima che i primi pulcini abbiano lasciato il nido. In questo caso, il maschio si prende cura dei pulli della prima nidiata. I genitori difendono sempre coraggiosamente la nidiata.

### Voce
Il verso cui si fa più comunemente riferimento è il canto nuziale, che i soggetti maschi fanno udire, in particolare prima e durante la stagione riproduttiva, per definire il proprio territorio ed avviare il corteggiamento. In genere, i cantori si posizionano verso la cima di un grosso albero o, comunque, su posizioni elevate ed esposte (accorgimento che rende possibile farsi udire anche a notevole distanza) e si producono in esibizioni quanto mai gradevoli per l’ascoltatore, che può godere di un suono solitamente sonoro, limpido, flautato, molto vario e melodioso. Si tratta, talvolta, di veri virtuosismi, con frasi ricche, note chiare e piccoli fischi, che vengono intrecciati e personalizzati, anche con variazioni locali e dialettali. Così, è possibile assistere a veri concerti con canti che risuonano nelle vallate, specialmente al mattino, anche in ore antelucane, e fino all’imbrunire, ed oltre. Tra i più conosciuti cantori del Paleartico, eccellono il tordo bottaccio e il merlo, celebrati da letterati, poeti e artisti. Molte altre specie sono apprezzate per il canto melodioso e sono oggetto di cattura proprio in ragione delle qualità canore, come il tordo zampegialle e il tordo pancia rossiccia nell’America meridionale. I maschi di queste specie hanno un forte potere imitativo (compresi i versi di altre specie come cuculi o storni). Occasionalmente, anche le femmine cantano e, soprattutto le coppie delle specie tropicali, possono duettare, forse per rafforzare il legame di coppia.
Quando sono allarmati, irritati o semplicemente eccitati (nella stagione riproduttiva), possono emettere svariati versi, che vanno dal semplice grido acuto, gutturale, rauco allo schiamazzo del merlo o del bottaccio, allo sghignazzo (ad esempio, del tordo migratore americano) o alla caratteristica risata soffocata del tordo isolano.
In volo, specialmente durante la migrazione, emettono versi di contatto solitamente secchi o aspri, come lo zirlo metallico del bottaccio (zilip), o lo striscio penetrante del sassello (siiiiiip). Nelle pause migratorie, ma anche nei terreni di svernamento, gli stormi di alcune specie, come il sassello, fanno udire un basso coro di cinguettii, che si percepisce come un brusio inconfondibile.

## Distribuzione, migrazioni e habitat

### Distribuzione
Di 84 specie del genere Turdus, 39 (cioè il 46%) sono residenti nella ecozona neotropicale, 19 (23%) nell'ecozona paleartica, 15 (18%) nell’ecozona afrotropicale e le altre dieci specie nelle zone ecologiche neartica, indomalese e oceanica. Nel Madagascar, nelle Hawaii e nelle zone ecologiche antartica e australasiana non ci sono rappresentanti del Genere.
La diffusione delle varie specie è molto eterogenea. Alcune consistono di popolazioni di poche centinaia o migliaia di individui confinate in piccole isole, mentre altre hanno popolazioni estremamente grandi, diffuse su areali molto estesi: ad esempio, il merlo ed il T. mandarinus nell'ecozona paleartica, i tordi africano e oliva nell'ecozona afrotropicale, il tordo migratore americano nell'ecozona neartica e i tordi argilla e panciarossiccia nell'ecozona neotropicale.

### Migrazioni
All’interno della stessa specie, alcune popolazioni possono essere sedentarie ed altre migratrici; anche in una stessa popolazione ci può essere molta variabilità tra soggetto e soggetto. Le condizioni climatiche a diverse latitudini giocano un ruolo chiave nell’incoraggiare una popolazione a migrare. La situazione meteorologica spesso influenza i tempi della migrazione e le direzioni di volo, infatti gli uccelli tendono ad approfittare dei venti favorevoli. Anche classe di età e sesso influenzano il comportamento migratorio. I merli adulti, per esempio, tendono a rimanere nei quartieri riproduttivi durante lo svernamento, in quanto l’occupazione precoce del territorio consente maggior successo nella riproduzione. Inoltre, cambiamenti improvvisi delle condizioni meteorologiche e delle disponibilità alimentari possono indurre a spostamenti anche molto significativi. Nel complesso, le specie del genere Turdus sono migratrici per appena un terzo. Nell’emisfero settentrionale (ecozone paleartica e neartica) predominano le specie migratrici, al contrario di quanto accade nell’emisfero meridionale, dove prevalgono le sedentarie e le migratrici altitudinali.
La maggior parte delle specie migratrici si riproduce nell’ecozona paleartica. In genere, le popolazioni che nidificano nelle regioni settentrionali del Paleartico e nelle zone montane sono migratrici, mentre quelle che vivono nelle regioni meridionali sono prevalentemente sedentarie (in particolare i soggetti che vivono in ambiente urbano). La migrazione verso i quartieri di svernamento si svolge da settembre a novembre, con ritorno tra gennaio e maggio. All’interno del Paleartico occidentale, le rotte di migrazione si sviluppano da nord-est a sud-ovest. Alla fine dell’inverno, gli uccelli possono aver percorso anche lunghe distanze (tordo sassello e cesena possono viaggiare per oltre 12.000 chilometri tra la Siberia e l’Europa meridionale), venendosi a trovare in aree molto lontane da quelle raggiunte al termine della migrazione post-riproduttiva. Il ritorno verso le aree di nidificazione può dunque seguire rotte differenti rispetto a quelle percorse in autunno e gli spostamenti nel corso dell’anno assumono una forma ad anello. Principalmente migratori notturni, i tordi possono riunirsi in gruppi formati anche da specie diverse e, con una velocità tra i 60 e gli 80 km per ora, in una notte possono percorrere fino a 800 chilometri. Alcuni di essi, tra i quali il tordo bottaccio, mostrano una forte fedeltà ai quartieri di svernamento e di nidificazione. Dalla Russia e dalle aree più settentrionali dell’Asia (Cina e India settentrionali, Mongolia e Pakistan), le migrazioni si svolgono verso India e Cina meridionali, Myanmar, Giappone e Asia sudorientale (Indocina, Filippine e Sumatra).
I tordi migratori americani meridionali, che si trovano nella ecozona neartica, sono sedentari. Le popolazioni migratrici svernano, da settembre a ottobre, a sud dell’areale di nidificazione, in California, Messico meridionale, Guatemala e Cuba. Migrano di solito di giorno, coprendo anche distanze notevoli in stormi generalmente piccoli e omogenei per età, ma che possono anche essere di centinaia di individui. La migrazione riproduttiva ha luogo in febbraio-marzo. I tordi migratori tornano abitualmente alle aree di riproduzione degli anni precedenti. Le aree di svernamento possono, invece, variare notevolmente, anche a seconda delle condizioni meteorologiche e delle disponibilità alimentari stagionali e i migratori non seguono dunque alcuna rotta prestabilita.
Nell’emisfero meridionale, dove prevalgono le specie sedentarie e migratrici altitudinali, gli spostamenti determinati dalle condizioni meteorologiche e dalle disponibilità alimentari si svolgono perlopiù su distanze ridotte.

### Habitat
I membri del genere Turdus prediligono ambienti boschivi liberi per la nidificazione e ambienti aperti e semiaperti con facile accesso al suolo per il cibo. Una buona metà delle specie frequenta ambienti situati nella fascia altitudinale inferiore ai 2.000 metri, ma alcune possono spingersi oltre i 4.000 metri di quota. Alcune specie si sono adattate molto bene agli ambienti antropizzati, nidificando o trascorrendo la stagione invernale in piantagioni, giardini e parchi pubblici.
Le specie distribuite alle alte e medie latitudini dell’emisfero settentrionale nidificano in un’ampia varietà di habitat, con una preferenza per le foreste con bordi erbosi o radure e boschi collinari o montani, spesso all'interno di zone umide e lungo i corsi fluviali ricchi di vegetazione arborea. D’inverno, si trovano a quote più basse del loro areale e nelle regioni adiacenti dal clima più temperato, dove frequentano habitat simili a quelli estivi. Tuttavia, il grosso dei contingenti soggiorna in ambienti boschivi e di macchia, brughiere, pascoli e aree agricole, nei paesi più meridionali.
Nell’ecozona afro-tropicale, la foresta più o meno densa è l’habitat di molte specie, che apprezzano anche aree aperte con relativamente pochi alberi o con radure e pascoli confinanti con i terreni coltivati. Nelle regioni aride o semiaride, si trovano principalmente in aree boschive rade di miombo e di mopane, nelle boscaglie secche di acacia e nelle zone di macchia, ma anche nelle savane e nelle brughiere, lungo i corsi d'acqua. In altitudine, abitano foreste umide montane, colline ricoperte di erica, arbusteti, brughiere, boschi in rigenerazione e distese di ginepro.
Nel resto dell'emisfero meridionale, occupano un’ampia varietà di habitat boschivi delle regioni tropicali e subtropicali, dalle foreste pluviali di pianura alle foreste nuvolose e a quelle di montagna prevalentemente umide, anche sopra la linea degli alberi. In inverno, si spostano in habitat simili, nelle aree limitrofe situate leggermente a sud, ma ad altitudini più modeste e in aree più aperte. Alle basse altitudini, frequentano praterie e radure ai bordi delle foreste umide, meglio se in prossimità di corsi d'acqua, o punteggiate di alberi sparsi, siepi, arbusteti e aree boschive in fase di rigenerazione.

## Predatori e parassiti

### Predatori
La Tabella 1 riporta la lista indicativa dei predatori di alcune specie di tordi nelle diverse ecozone. In sintesi, i corvidi (non solo la gazza e la ghiandaia), alcuni picchi, i mustelidi (donnola, ermellino, faina e martora), le volpi, le manguste, i ratti, i serpenti e perfino il grazioso scoiattolo si dedicano al saccheggio dei nidi. Negli ambienti fortemente antropizzati, il gatto domestico è un formidabile predatore, responsabile del prelievo a danno soprattutto dei pulcini, nel nido e dopo l’involo.
Durante il giorno, quando si alimentano sui prati, frugano nella lettiera nel bosco o si recano all’abbeverata, i tordi possono finire tra gli artigli di un astore o di una poiana in agguato, di un astuto sparviero o di un veloce falco pellegrino o contribuire alla crescita dei pulli dell’aquila reale o di altri nobili rapaci. Ma neanche quando si fa sera, possono sentirsi al sicuro: sono sul menù di civette e gufi. La natura ha stabilito un’inesorabile catena alimentare di cui fanno parte come attori, ma anche come vittime.
Tabella 1 - Predatori e parassiti della covata dei tordi
| Ecozona               | Predatori | Parassita della covata e vittima |
| --------------------- | --- | --- |
| Ecozona paleartica    | faina, gatto domestico, martora, procione, scoiattolo, gazza, ghiandaia, aquila reale, astore, civetta capogrosso, falco della Nuova Zelanda, falco pecchiaiolo, gufo comune, gufo di palude, sparviero, picchio rosso maggiore.               | Cuculus canorus: Turdus cardis, T. torquatus, T. dissimilis, T. chrysolaus, T. merula, T. pilaris, T. iliacus, T. philomelos, T. viscivorus Hierococcyx fugax: T. cardis, T. chrysolaus                                                     |
| Ecozona afrotropicale | | Chrysococcyx caprius: T., Cuculus gularis: T. libonyana. Cuculus solitarius: T. libonyana, T. olivaceus |
| Ecozona indomalese    | | Clamator coromandus: T. dissimilis. Cuculus micropterus: T. merula, T. unicolor |
| Ecozona neartica      | aquila di mare testabianca, civetta delle nevi, falco di prateria, falco pellegrino, nibbio codadirondine, poiana calzata, sparviero striato, ghiandaia bruna, smeriglio, serpente ferro di lancia, serpente giarrettiera, serpente dei ratti. | Molothrus aeneus: T. grayi, T. rufopalliatus. Molothrus bonariensis: T. amaurochalinus, T. chiguanco, T. falcklandii, T. ignobilis, T. lherminieri, T. leucomelas, T. nigriceps, T. nudigenis, Turdus plumbeus, T. rufiventris, T. serranus |
| Ecozona neotropicale  | falco plumbeo, gabbiano del Kelp, gufo pigmeo (Glaucidium brasilianum), tucano carenato, tucano becconero, aracari beccoflammeo, serpente frustino, serpente tigre, boiruna maculata.                                                          | |

### Parassiti
I tordi sono parassitati da un cospicuo numero di ectoparassiti (acari, pidocchi e pulci), endoparassiti come acantocefali, nematodi (o vermi cilindrici), platelminti (o vermi piatti), protozoi (come il tripanosoma) ed Hemosporidae (come il plasmodio), batteri e virus. Tra questi, alcuni interessano anche l’uomo. Le zoonosi vettore-trasmesse sono acquisite attraverso la puntura di artropodi ematofagi (insetti e aracnidi, tra cui le zecche) infetti. Le zecche, oltre ad essere importanti vettori di microrganismi patogeni responsabili di un ampio gruppo di malattie, possono provocare nell’uomo reazioni allergiche fino allo shock anafilattico e paresi e/o paralisi. Presenti specialmente nei pascoli e nei boschi, le zecche infestano gli animali che si alimentano principalmente a terra, come taluni uccelli, tordi compresi. Gli uccelli svolgono un ruolo importante nel mantenimento dei cicli enzootici dei patogeni trasmessi dalle zecche influenzando la distribuzione spaziale e l'abbondanza sia delle zecche che dei patogeni da queste trasmessi, diffondendoli lungo le loro rotte di migrazione e dispersione.
Le principali zoonosi sono le seguenti: borrelliosi di Lyme, babesiosi, ehrlichiosi, febbre emorragica Crimea-Congo, meningoencefalite (TBE), ricketsiosi e tularemia. La meningoencefalite e la borrelliosi di Lyme sono tra le più comuni e le più rilevanti. Tutte sono trasmesse da zecche del genere Ixodes frequentemente riscontrate su uccelli del genere Turdus. In particolare, le specie di questo genere avrebbero una probabilità significativamente maggiore di diffondere la borrelliosi di Lyme rispetto ad altri uccelli.
Nella Tabella 2 sono elencati i principali parassiti e patogeni riscontrati nelle diverse ecozone.
Tabella 2 - Parassiti e patogeni dei tordi
| Ecozona               | Ectoparassiti | Endoparassiti | Patogeni | Ospiti |
| --------------------- | --- | --- | --- | --- |
| Ecozona paleartica    | Acari: Ricinus elongatus; Pidocchi: Brueelia oudhensis, antimarginalis, marginalis, marginata e jacobi; Philopterus bischoffi e nativus; Pulci: Ceratophyllus, Menacanthus eurysternus | Hemosporidae: Haemoproteus, Leucocytozoon e Plasmodium; Protozoi: Trypanosoma; Platelminti: Anomotaenia, Dilepis undula, Lutztrema, Maritrema e Passerilepis | Batteri: Borreliella turdi, Escherichia coli e Yersinia enterocolitica; Virus: Usutu, Whataroa, della encefalite trasmessa da zecche, della malattia di Newcastle e dell’encefalite equina dell'ovest | Acari: Ixodes frontalis, pavlovskyi, redikorzevi e Proctophyllodes musicus; Platelminti: Dilepis undula, Lutztrema attenuatum, Passerilepis crenata, Passerilepis passeris; Hemosporidae: Haemoproteus minutus |
| Ecozona afrotropicale | | Hemosporidae: Haemoproteus, Plasmodium | Virus: Usutu, della malattia di Newcastle e dell’encefalite equina dell'ovest | Acari: Ixodes |
| Ecozona indomalese    | Pulci: Menacanthus eurysternus | Hemosporidae: Plasmodium | | |
| Ecozona neartica      | Acari: Ricinus elongatus; Pidocchi: Brueelia iliaci, Myrsidea emersoni, Sturnidoecus                                                                                                   | Acantocefali; Nematodi: Porrocaecum ensicaudatum e Syngamus trachea, Lyperosomum; Platelminti: Dilepis undula, Passerilepis e Variolepis farciminosa         | Batteri: Coxiella burnetii, Chlamydia psittaci e Rickettsia rickettsii; virus dell’encefalite equina dell'est                                                                                         | Nematodi: Oxyspirura petrowi |
| Ecozona neotropicale  | Pidocchi: Brueelia persimilis, addoloratoi e similis, Menacanthus eurysternus, Myrsidea abidae, Philopterus confusio e Sturnidoecus regalis                                            | Acantocefali: Lueheia inscripta; Hemosporidae: Haemoproteus e Plasmodium                                                                                     | Virus: della malattia di Newcastle e dell’encefalite equina dell'ovest | Acari: Ixodes auritulus; Batteri: Chlamydophila psittaci |

## Status e conservazione
Le popolazioni delle 84 specie del genere Turdus presentano uno stato di conservazione relativamente favorevole, infatti, 71 (84%) di esse sono classificate nella categoria Quasi minacciate (NT), sei A minor preoccupazione (LC), quattro Vulnerabili (VU), due In pericolo (CR) e una Estinta (EX) nella Lista Rossa delle Specie Minacciate dell’Unione Internazionale per la Conservazione della Natura (IUCN). Del totale delle specie, il 40% è in diminuzione, il 29% stabile e solo il 5% stimato in aumento, per il rimanente 27% non si dispone di sufficienti elementi di stima.
Le cause della diminuzione degli effettivi sono state identificate principalmente nella distruzione e nel degrado dell'habitat, più specificamente nella espansione delle attività agro-zootecniche e nella deforestazione. Altri fattori di rischio comprendono la contaminazione da pesticidi e da sostanze inquinanti, che determinano una riduzione delle disponibilità alimentari e, in alcuni casi, la predazione da parte di specie alloctone e dell’uomo. Inoltre, i cambiamenti climatici potrebbero rappresentare una seria minaccia.
Le iniziative, invero piuttosto limitate, per la conservazione riguardano, principalmente, monitoraggio della evoluzione degli effettivi, programmi di educazione e sensibilizzazione e attività e piani di protezione ambientale.

## Posizione nell’ecosistema
All’interno della catena alimentare, il tordo è preda di numerose specie di carnivori e dell’uomo e predatore e consumatore sia di animali che di prodotti vegetali. Come predatore, si ciba principalmente di invertebrati (in gran parte nocivi per l’agricoltura, come gasteropodi e insetti) e, occasionalmente, di pesci, rettili, anfibi e uccelli. Il consumo di prodotti vegetali interessa soprattutto ortaggi e frutti coltivati, semi e bacche selvatiche.
Preda di mammiferi, serpenti e soprattutto di rapaci diurni e notturni, contribuisce alla conservazione delle relative specie. Decisamente utile come regolatore delle popolazioni di invertebrati, può avere qualche impatto negativo su alcune specie di uccelli in aree molto localizzate, per predazione diretta (come nel caso del tordo delle Tristan, consumatore di uova e uccelli, e del tordo oliva in Africa), per competizione per le aree di alimentazione e di nidificazione e per il potenziale inquinamento genetico.
L’entità dei danni alle colture varia a seconda delle regioni e può essere, in alcuni casi, di qualche rilievo. Di fondamentale importanza è il ruolo del tordo nella propagazione delle specie vegetali che gli forniscono il nutrimento, per le implicazioni relative alla preservazione della biodiversità.

### In rapporto alle attività agricole
Le relazioni dei tordi con l’ambiente differiscono per le specie e nelle regioni e sono oggetto di continui studi e valutazioni, per le importanti implicazioni, soprattutto di ordine economico ed ambientale. Il ruolo e le attività realizzate dall’uomo, in particolare quelle orientate allo sfruttamento delle risorse forestali e alla valorizzazione agricola del territorio, sono determinanti nella valutazione della valenza positiva o negativa dell’impatto di questi uccelli sull’ecosistema. Esemplare il caso del merlo. I risultati di una ricerca sul suo ruolo nella conservazione delle specie forestali in Ucraina ne evidenziano l'importanza nella gestione della popolazione di parassiti animali potenzialmente pericolosi. Nell'Australia meridionale e in Nuova Zelanda, il merlo è viceversa responsabile di gravi danni a frutteti e vigneti, come il tordo oliva lo è nell’Africa meridionale e il tordo migratore americano nel Nord-America.
L’Enciclopedia Treccani sintetizza efficacemente il concetto: “Nei paesi nordici i tordi sono considerati uccelli utili all'agricoltura, tuttavia durante l'autunno e l'inverno, epoca nella quale sostano e passano attraverso l'Italia, possono riuscire dannosi al raccolto d'alcuni frutti e sopra tutto ai vigneti e agli oliveti.”. Va comunque considerata anche la dimensione del fenomeno. A questo proposito, la Commissione delle Comunità europee ha stimato che, in media, un tordo (in questo caso, tordo bottaccio, cesena, tordo sassello e tordela) consumerebbe giornalmente da 6 a 12 grammi di cibo, di cui solo una parte consisterebbe di olive e di altri frutti (quantità non significative, dunque, considerate le dimensioni delle popolazioni presenti nel bacino del Mediterraneo). I forti danni alla produzione olivicola sono, piuttosto, causati dagli sterminati stormi di storni, spesso malauguratamente confusi con i tordi.

### In rapporto alla conservazione della biodiversità
C’è poi un aspetto molto importante in rapporto alla conservazione della biodiversità e del mantenimento dell’equilibrio ecologico del quale considerare le implicazioni positive e negative: il ruolo di questi uccelli nella propagazione delle specie vegetali. L'endozoocoria è determinante per molte specie arboree e arbustive e i tordi sono tra i più importanti uccelli frugivori che provvedono alla disseminazione di molte delle specie vegetali che costituiscono le foreste e i boschi delle regioni di svernamento e di riproduzione, in tutte le ecozone del pianeta.
Gli esempi di impatto positivo sono numerosi. Turdus philomelos (come quasi tutti i suoi congeneri del Paleartico occidentale) è tra i principali veicoli per la disseminazione di numerosissime specie (Oleaceae, Mirtacee, Lauracee, Cupressacee, ecc.),  Turdus pallidus, T. obscurus, T. hortulorum, T. naumanni e T. eunomus in Eurasia hanno un ruolo fondamentale nella disseminazione di Phellodendron amurense, Turdus hortulorum in Cina, Turdus gurneyi  e T. olivaceus in Africa orientale, quest'ultimo dissemina semi di essenze forestali utili quali Afrocrania volkensii (per rimboschimento), Syzygium guineense afromontanum (per fini alimentari) e Myrica salicifolia (per medicina tradizionale), Turdus amaurochalinus, T. chiguanco e T. rufiventris in America meridionale e Turdus falcklandii.
La predazione dei semi e il consumo di frutta possono avere un impatto significativo sulla demografia della popolazione delle piante aliene invasive - generalmente introdotte dall’uomo - e numerosi ne sono gli esempi. In Nuova Zelanda, il merlo e il tordo bottaccio (specie alloctone) hanno un ruolo negativo nella diffusione delle erbe infestanti. Il già citato Turdus falcklandii è responsabile anche della diffusione di specie invasive (Rubus, tra le altre) nell'arcipelago Juan Fernández, in Cile. Turdus merula, T. olivaceus e T. smithi contribuiscono alla diffusione di Pyracantha angustifolia.
In una prospettiva di lungo termine, è utile considerare che, tra le varie iniziative avviate in considerazione della rapidità con la quale il cambiamento climatico sta determinando la ridistribuzione della vita sulla Terra, è in corso la valutazione del potenziale rappresentato dagli uccelli migratori nella dispersione dei semi a lunga distanza. Uno studio condotto in aree forestali situate in Portogallo, Spagna, Regno Unito, Germania, Italia e Polonia, interessando 46 specie di uccelli e 81 piante, con la partecipazione di scienziati di 13 centri di ricerca, mostra che solo un terzo (35%) delle piante è disperso da uccelli che migrano verso nord in primavera. Al contrario, la stragrande maggioranza (86%) delle piante viene dispersa dagli uccelli quando migrano verso zone più calde in autunno. Gli uccelli con il maggior potenziale di dispersione delle piante europee verso latitudini più fredde sono specie paleartiche, come i merli, e diverse specie di tordi (sassello, bottaccio, cesena e merlo dal collare).

### In rapporto alla diffusione delle zoonosi
Negli ultimi anni, le malattie trasmesse da vettori si sono spostate in nuovi territori: molte malattie un tempo limitate alle zone tropicali e subtropicali sono ora sempre più presenti nelle aree temperate. Attualmente questi vettori, tra cui le zecche hanno una posizione di rilievo, sono presenti a latitudini e altitudini maggiori, laddove in passato le stagioni erano troppo corte o troppo fredde per permettere la loro sopravvivenza, e questo trend è destinato a progredire. Il possibile incremento nella diffusione di particolari vettori è legato al semplice aumento delle temperature. I dati che si riferiscono a quest’ultimo tipo di fenomeno scarseggiano, tuttavia è già stato osservato che alcuni vettori mostrano una tendenza allo spostamento altitudinale più pronunciato. Gli uccelli migratori sono capaci di diffondere le malattie su lunghe distanze, il loro ruolo nella diffusione delle malattie trasmesse dalle zecche è sottovalutato e le dinamiche e i modelli, conosciuti solo parzialmente, sono destinati a modificarsi a causa dei cambiamenti climatici.

## In Italia
Undici specie di tordi fanno parte della fauna italiana.  Nidificano in Italia la cesena, il merlo, il merlo dal collare, la tordela e il tordo bottaccio, mentre il tordo sassello è presente solo durante le migrazioni e lo svernamento. La cesena fosca, la cesena di Naumann, il tordo golanera, il tordo golarossa e il tordo oscuro, originari dei territori della Federazione Russa e della Mongolia, sono invece segnalati occasionalmente.
I contingenti che transitano o svernano in Italia provengono da un vasto bacino geografico, che si estende dalla Penisola Scandinava, la Finlandia e gli Stati Baltici alla Russia e alla Siberia, comprendendo l’Europa settentrionale e centrale. In Italia, vi sono popolazioni migratrici, con doppi passi in ottobre-novembre e a febbraio-marzo, e svernanti su tutto il territorio nazionale, isole maggiori comprese, nelle aree in cui non nevica o dove la neve è poco persistente, dal livello del mare ai 2.500 metri di altitudine, anche se con notevoli differenze di abbondanza a seconda della specie, della località e del periodo dell’anno. Le specie nidificanti depongono per lo più tra febbraio e luglio, di preferenza sui rilievi alpini e prealpini e sull’Appennino dai 150 ai 2.500 metri di quota; nel caso del merlo (che è parzialmente sedentario), sono note anche covate eccezionalmente precoci in gennaio e tardive, sino a fine novembre.
In Italia, tordela e il merlo dal collare sono protetti, sono cacciabili il merlo, la cesena, il tordo bottaccio e il tordo sassello. Il numero di tordi ucciso legalmente nel corso di ogni stagione in Italia sarebbe compreso tra 7.000.000 e 8.700.000. I tordi rappresentano una percentuale significativa del numero complessivo dei capi abbattuti.
La caccia notturna o praticata con reti e vischio non è permessa, ma praticata in alcune regioni; non si conosce l’entità delle uccisioni illegali di tordi, che avvengono soprattutto in Sardegna e nelle Prealpi. In Sardegna il bracconaggio è praticato principalmente nel Sulcis meridionale utilizzando reti, lacci e trappole. I tordi sono destinati alla preparazione di un piatto tipico, le ”grive” (i tordi in sardo) al mirto. Nelle Prealpi venete, in Friuli e nelle Prealpi lombarde (soprattutto a Brescia e a Bergamo) è diffuso l’impiego di trappole, reti e vischio.

## Rapporti con l'uomo (in Europa)

### Caccia e cattura
I tordi sono cacciati da tempo immemorabile, con trappole, reti, rapaci addestrati e, più di recente, con armi da fuoco. Nell’antica Grecia, venivano cacciati o catturati con trappole. Presso i Romani, erano catturati con le reti o con le trappole e poi venduti o trasferiti nelle uccelliere, in cui si potevano rinchiudere migliaia di capi. L’alimentazione si basava su fichi secchi mescolati con farina di farro, semi di mirto e di lentisco e bacche di oleastro e di edera e frutti di corbezzolo, usando il miglio per l’ingrasso. Era un’attività molto redditizia. Si dice che Lucullo, ricchissimo nobile, militare e politico romano (raffinato appassionato di culinaria, ricordato per le sue cene, appunto luculliane), ne abbia realizzato il primo allevamento, per poterli avere a disposizione tutto l'anno.
La falconeria, sport aristocratico praticato nell’Estremo Oriente già nel VII secolo a.C. e diffusosi in Europa durante il Medioevo, si pratica ancor oggi in alcune regioni. Per uccelli delle dimensioni del tordo si usa lo sparviero, dal volo veloce e dotato di grande capacità di manovra in aria (in questo caso, più propriamente si tratta di accipitria).
In diverse regioni, viene ancora praticata la cattura con le reti, sia per scopi alimentari – ma l’uccellagione è proibita in molti paesi - che per permettere la detenzione di uccelli a fini amatoriali o di richiamo per l’attività venatoria, e per l’inanellamento a fini scientifici. Altri metodi di cattura, anch’essi illegali in molti paesi, si basano sull’uso di trappole, quali cappi confezionati con filo di nylon o archetti costituiti da un laccio teso e sostenuto da un ramo elastico, vicino a un’esca. Proibito è anche l’impiego delle panie, che consiste nel posizionamento di un ramo cosparso di colla (di vischio o sintetica) in un cespuglio, presso punti di abbeveraggio, oppure in appostamenti fissi, sul quale gli uccelli che si posano rimangono attaccati. Tra gli appassionati a questa caccia, Niccolò Machiavelli che, nella lettera datata 10 dicembre 1513 al suo amico Francesco Vettori, descrive il trascorrere del tempo nel suo podere l'Albergaccio, a Sant'Andrea in Percussina, durante il periodo dell'esilio. Un secolo più tardi, il padre di Bertoldo, Giulio Cesare Croce, fa cantare a Menghina l’allusivo strambotto Darotti ancor piacer, spasso e diletto, Pigliando tordi e merli al mio boschetto. Ma non è detto se si tratta di reti o di panie. Di notte, per l’uccellagione i villici usavano metodi illegali quali il frugnuolo (una lanterna per abbacinare gli uccelli) per colpirli poi con una paletta di legno, con una balestra o catturarli con il diavolaccio, una rete impaniata a forma di rete di ragno posta all'estremità di una pertica. Lo scrittore toscano Ferdinando Paolieri dà una descrizione efficace della variante con il campanaccio.
Con le armi da fuoco, in uso a partire dalla seconda metà del XIX secolo, si seguono tre modalità diverse: da appostamento fisso, con richiami vivi (per attirare i propri simili a portata di tiro); da appostamento temporaneo con o senza richiami; e in caccia vagante. Per la caccia da appostamento, si utilizzano capanni posizionati in zone di transito obbligato o sul tragitto seguito dagli uccelli per recarsi sui luoghi di pastura e per tornarne. Gli appostamenti fissi sono costruiti in muratura o altro materiale solido, con preparazione del sito con piante da pastura, posatoi ed altro. Per l’appostamento temporaneo, si può utilizzare un’intelaiatura leggera con un telo mimetico, eventualmente mascherato con frasche; più spesso, il cacciatore sfrutta ripari naturali provvisori. La caccia vagante si pratica camminando lungo siepi, corsi d’acqua con rive alberate, margini di boschetti e zone di macchia, per fare alzare in volo gli uccelli nascosti tra la vegetazione, con o senza cane da riporto.
Nell’Unione Europea, delle 500 specie di uccelli residenti o migranti nei territori dei 27 paesi che la costituiscono, la caccia è permessa per 82 specie. L’attività venatoria nei paesi aderenti alla Unione Europea è regolata dalla Direttiva n. 2009/147/CE stabilisce all’Art. 7 i paesi nei quali i turdidi (tordo bottaccio, tordo sassello, cesena, tordela e merlo, il merlo dal collare è protetto in tutta l’Unione Europea) possono essere cacciati (i dettagli più sotto), all’Art. 8 i metodi vietati (metodi di cattura ed uccisione di massa o non selettiva, sorgenti luminose, esplosivi, veleni, il vischio, reti), nonché i casi di deroga a questo articolo (Art. 9).
| Paese / Specie | Cesena | Tordo bottaccio | Tordo sassello | Tordela | Merlo |
| -------------- | ------ | --------------- | -------------- | ------- | ----- |
| Cipro          | x      | x               | x              | x       | x     |
| Francia        | x      | x               | x              | x       | x     |
| Grecia         | x      | x               | x              | x       | x     |
| Malta          | x      | x               | x              | x       | x     |
| Portogallo     | x      | x               | x              | x       | x     |
| Italia         | x      | x               | x              |         | x     |
| Spagna         | x      | x               | x              | x       |       |
| Romania        | x      | x               | x              | x       |       |
| Svezia         | x      |                 |                |         | x     |
| Austria        | x      |                 |                |         |       |
| Estonia        | x      |                 |                |         |       |
| Finlandia      | x      |                 |                |         |       |

Le uccisioni di uccelli migratori nell’Europa dei 25 sono state stimate per la stagione venatoria 2004. Secondo lo studio citato, il totale opportunamente corretto degli uccelli migratori (dei Galliformi si è considerata la sola quaglia), cacciabili in 29 dei paesi aderenti alla Unione Europea (mancano i dati per Austria, Cipro, Finlandia, Portogallo e Svezia) assomma a 70,9 milioni, mentre per i soli turdidi, il carniere totale è di 30,2 milioni, ovvero il 42,6%. Di seguito, si presenta il dettaglio per specie e per paese del prelievo venatorio dei grandi turdidi nei paesi dell’Unione Europea (2004). In sintesi, quasi la metà di essi è abbattuta in Italia, seguita (nell'ordine) da Grecia, Francia e Spagna. Il tordo bottaccio costituisce la metà del carniere, seguito da merlo, tordo sassello, cesena e tordela.
| Paese / Specie | Merlo     | Bottaccio  | Cesena    | Sassello  | Tordela | Totale     |
| -------------- | --------- | ---------- | --------- | --------- | ------- | ---------- |
| Italia         | 2.779.333 | 7.590.043  | 1.053.697 | 1.936.735 |         | 13.359.808 |
| Grecia         | ?         | 3.751.514  | 1.436.296 | 1.350.546 | 607.384 | 7.145.740  |
| Francia        | 984.820   | 2.382.429  | 912.130   | 857.674   | 358.727 | 5.495.780  |
| Spagna         | 2.849.635 | 1.032.530  | 59.926    | 56.348    | 23.568  | 4.022.007  |
| Malta          | 1.799     | 144.992    | 2.344     | 603       | 4.788   | 154.526    |
| Cipro          | ?         | ?          | ?         | ?         | ?       |            |
| Portogallo     | ?         | ?          | ?         | ?         | ?       |            |
| Totale         | 6.615.587 | 14.901.508 | 3.464.393 | 4.201.906 | 994.467 | 30.023.335 |

Il prelievo illegale di uccelli rappresenta una preoccupazione crescente, si stima che ogni anno, nell’Unione Europea, siano uccisi illegalmente tra 25 e 50 milioni di uccelli migratori. Dei dati quantitativi sulle specie e sui paesi coinvolti, necessari per la stima del fenomeno, solo alcuni sono disponibili per taluni paesi europei, come ad esempio per Malta, per Cipro e per parti della Croazia e della Spagna e quindi il quadro della regione (di svernamento) mediterranea è ancora oscuro. I dati sono scarsi non solo per la regione mediterranea, ma anche per l’Europa centrale e settentrionale, la Penisola Araba e l’Asia Centrale, cosa che rende problematica la visione complessiva della situazione. Il totale stimato di uccelli migratori uccisi illegalmente ogni anno nella regione mediterranea è tra gli 11 e i 36 milioni, di questi, i tordi (prevalentemente bottaccio) sarebbero 1,76 milioni, uccisi a Cipro, in Italia, in Siria e in Spagna. Per gli altri paesi, non sono disponibili stime attendibili. Secondo altre fonti, nella sola Comunità Valenciana (Spagna), i tordi catturati con trappole sarebbero tra 1,5 e 2 milioni.
Di seguito si riassume la situazione relativa alle tendenze della popolazione nidificante dei grandi turdidi cacciabili (in milioni di individui maturi) in Europa e relative categorie Red List (BirdLife International 2015).
| Specie               | Merlo                | Bottaccio(*)         | Cesena               | Sassello           | Tordela              |
| -------------------- | -------------------- | -------------------- | -------------------- | ------------------ | -------------------- |
| Tendenza 1980 - 2013 | In aumento           | In aumento           | Stabile              | In diminuzione(**) | In diminuzione       |
| Individui maturi     | 110,00 – 174,00      | 48,80 - 76,80        | 28,40 - 57,30        | 26,30 - 40,30      | 8,25 - 17,90         |
| Categoria Red List   | Minor Preoccupazione | Minor Preoccupazione | Minor Preoccupazione | Quasi minacciato   | Minor Preoccupazione |

Note:
- Non sono note misure di conservazione per queste specie.
- (*) La specie è stata oggetto di caccia da molti decenni nel Mediterraneo, ma non ci sono prove evidenti che ciò abbia causato un declino.
- (**) La maggior parte della sua popolazione si trova fuori dell'Europa.  In Europa ha registrato cali moderati e si stima che la dimensione della popolazione diminuirà ad un tasso vicino al 30% in 15,6 anni (tre generazioni). Dovrebbero essere attuati controlli più severi sulla caccia nel Mediterraneo.

### Allevamento
Oggi, i turdidi vengono allevati o semplicemente detenuti, per essere utilizzati come richiami per la caccia, per la partecipazione alle gare di canto e alle mostre e come uccelli da compagnia, per il piacere di ascoltarne il canto. Le specie maggiormente allevate sono quelle più pregiate e più cacciate: il tordo bottaccio ed il tordo sassello, che sono anche oggetto di un lucroso commercio. Le dimensioni minime delle gabbie da richiamo sono stabilite per legge: lunghezza trenta centimetri, larghezza e altezza venticinque centimetri. Per l’allevamento, si utilizza una voliera, destinata ad ospitare una sola coppia, delle dimensioni minime di due metri di lunghezza, un metro di larghezza e due metri di altezza. Generalmente costruite in metallo e rete zincata, le voliere presentano una parte scoperta, con un arbusto o un alberello sempreverde, per il libero esercizio del volo nelle belle giornate e una coperta, per il ricovero notturno e la protezione dalle intemperie. All’interno, una vaschetta per l’acqua e una per il mangime (pastone per insettivori, bigattini da pesca, camole del miele, tarme e vermi) e frutta fresca (mele, pere, more e uva) e bacche. In primavera, un nido di vimini e materiale per foderarlo. Essenziale è la gestione della durata del periodo di illuminazione giornaliera (fotoperiodo), per anticipare la stagione riproduttiva e aumentare il tasso di natalità.
Le competizioni canore, cui possono partecipare solo uccelli allevati e non catturati, sono riservate a merlo, tordo bottaccio, tordo sassello, cesena ed altre specie, tra cui allodola, cardellino, fringuello, lucherino, peppola e quaglia.
In sostituzione dei richiami vivi, si usano particolari strumenti a fiato, chiamati chioccoli; negli impianti di cattura per inanellamento si possono usare anche richiami elettromagnetici, riproducenti il canto e i versi delle varie specie.

### Culinaria
Tra i volatili più apprezzati dai Romani, si distinguono i tordi. E il tordo era appunto, a giudizio di un buongustaio come Marco Valerio Marziale, il migliore tra i volatili. Affreschi raffiguranti nature morte con ortaggi e frutta insieme a cacciagione, tra cui tordi, destinati alle mense sono stati ritrovati anche nelle ville di Ercolano e di Pompei. Questi uccelli erano serviti nei banchetti grandiosi (considerati anche i loro elevati prezzi fuori stagione), improntati spesso alla ricerca dello stupefacente. Petronio Arbitro ne descrive uno nel Satyricon. L’ospite è Trimalcione, un liberto divenuto ricchissimo, ma rimasto cafone. Durante questa cena è servito un enorme cinghiale intero che, una volta sventrato, lascia uscire dalla ferita un volo di tordi che si mettono a svolazzare nel triclinio, ma sono catturati dagli uccellatori, pronti con le reti, sotto lo sguardo compiaciuto dei commensali. In un altro banchetto, tramandatoci questo da Orazio nelle Satire, offerto da Nasidieno, un nuovo arricchito, dopo una serie di stravaganti portate, ai convitati viene servita una ricercata prelibatezza: petti di merlo arrosto. Lampridio, nella sua storia di Eliogabalo, ci informa di un’altra singolare usanza: la degustazione, durante i banchetti a corte, di fegatini di triglia, teste di pappagallo, di fagiano e di pavone, oltre alle prelibate cervella di tordo.
I tordi sono così tanto apprezzati per la loro squisitezza, che Machiavelli invia al potente Giuliano de’ Medici, figlio di Lorenzo il Magnifico, cui dedicherà Il Principe, alcuni dei tordi catturati nel suo podere, per esortarlo a non prestare orecchio alle maldicenze di cui era oggetto e a concedergli una completa riabilitazione dopo la scarcerazione (Machiavelli era stato ingiustamente accusato di aver congiurato contro Giuliano).
Sul finire del Cinquecento e nei primi anni del Seicento, pittori italiani, francesi, spagnoli, e in particolare fiamminghi, ritraggono i tordi (soprattutto bottacci, sasselli, cesene e merli) appesi a frollare o riversi sui banconi in attesa di essere venduti o ammanniti, insieme a tanta altra selvaggina. Tra i pittori, alcuni dal XVII al XIX secolo: Caravaggio (scuola), Frans Snyders, Paul de Vos, Clara Peeters, Frans Ykens, Sinibaldo Scorza, Cristoforo Munari, Jean-Baptiste Simeon Chardin, Mariano Nani, Bartolomé Montalvo e José López Enguídanos. L’altorilievo in marmo di un tordo sospeso a un chiodo di Jean-Antoine Houdon costituisce un esempio di scultura non comune, per gli appartenenti al genere Turdus.
I tordi piacevano moltissimo a Giosuè Carducci, poeta amante della buona tavola e appassionato cacciatore, che li ricorda sovente nelle sue poesie e li gusta nelle ribotte e nei banchetti nella sua amata Maremma. Anche Giovanni Pascoli, da cacciatore e osservatore attento e appassionato della natura, presta il suo orecchio di poeta al merlo e al tordo, ma a tavola preferisce gli spippoli (nome dialettale della pispola) allo spiedo.
In Italia, tordi migliori si mangiano in autunno quando trovano abbondante cibo e soprattutto olive, che contribuiscono ad accrescere il leggero strato di grasso, che rende le loro carni tenere e profumate. Come tutta la selvaggina, i tordi vanno frollati; per la cottura alla brace è suggerito il legno di ginepro. Tra gli aromi, i più usati sono ginepro, mirto, olive, salvia, santoreggia e timo. Abbinamento classico è con la polenta, consigliato il vino rosso. Di ricette, se ne possono trovare in quantità, ma nessuna salsa di accompagnamento sarà così originale come quella proposta, per tordi o altri volatili ripieni, dal gastronomo, cuoco e scrittore romano Marco Gavio Apicio, il cui nome è legato alla raccolta di ricette De re coquinaria. Per i crostini, si può considerare la ricetta descritta per i merli da Giosuè Carducci (grande estimatore della selvaggina da piuma): Furono messi in fusione quindici merli, con cipolla, odori, olive e funghi rinvenuti, grappa e aceto. Poi furon manipolati con salvia e ramerino, arroselliti in olio con metà rigaglie, spruzzati di vino rosso e lasciati cuocere con cincini d’acqua, in fine tritati e impastati con acciughe e panna.

### Arti figurative
I tordi, a causa del piumaggio mimetico e poco appariscente, non sono stati raffigurati così spesso come altri, più variopinti ed eleganti, quali ad esempio, i galliformi (pollame, fagiani, faraone, pavoni, pernici e quaglie) e gli uccelli acquatici (anatre, cicogne, cigni, fenicotteri, gru e oche). Tra le più antiche raffigurazioni, gli affreschi della Tomba del triclinio risalenti all'inizio del V secolo a.C., conservati nel Museo Nazionale Etrusco di Tarquinia, nei quali sono rappresentati un tordo che ricerca le olive e un merlo che becca le bacche di edera.
Più tardi, risalenti al 40 ed il 20 a. C., sono i realistici affreschi di elevatissimo livello trovati nel giardino nel ninfeo sotterraneo della Villa di Livia (la moglie dell’imperatore Augusto) a Prima Porta, che si possono ammirare presso il Museo Nazionale Romano. Flora e fauna, che vi sono dipinti con accuratezza, forniscono un prezioso catalogo ornitologico-botanico di 23 specie di piante e di 69 specie di uccelli, e ci sono anche un merlo ed un tordo, in rappresentanza del genere.
Nelle collezioni del Museo del Prado, oltre ai numerosi esempi di natura morta citati nella sezione Culinaria, sono esposte altre opere affollate di uccelli, in cui il genere è rappresentato dal merlo: L’entrata nell’Arca di Noè, Il concerto deli uccelli e La predica agli uccelli di San Francesco.

### Poesia e musica
Il merlo e il tordo (in genere non è specificata la specie, ma si sottintende sia il bottaccio) sono citati da scrittori e poeti in rapporto ai loro versi, ai loro comportamenti ed abitudini. La palma di cantore malinconico e raffinato spetta al tordo. Il poeta inglese Robert Browning parla addirittura di estasi osservando quanto il tordo sia saggio nel ripetere ogni canzone una seconda volta per timore che non si possa godere ancora dell’estasi provata al primo canto. Così, lo troviamo a diffondere il suo canto melodioso dall’alto di una pianta, autorevole, in un parco ombroso o, struggente, nel cimitero acattolico di Roma o, malinconico, da caliginose maremme e praterie, ma anche a schiamazzare nei boschi e a spilluzzicare dolci bacche. E il merlo, onnipresente e simpatico, riscuote l’attenzione e l’ammirazione dei poeti con il suo fischio sonoro e con il suo ciangottio petulante.
Nelle composizioni musicali si trovano soprattutto merli. Nelle Petites esquisses d'oiseaux (in italiano "Piccoli abbozzi di uccelli"), brevi brani per piano del 1985,  di Olivier Messiaen, il tordo bottaccio si distingue per le sue ripetizioni incantatorie, mentre il merlo canta alcune strofe solari, quasi vittoriose. Nel 1952 Messiaen compone un altro brevissimo brano di musica da camera per flauto e pianoforte, Le Merle noir. Il merlo è ancora protagonista nella composizione Blackbird del 1950 di Henri Dutilleux, per piano. Il brano ne riflette il carattere disinvolto, cianciuso, descrivendone il comportamento, da quando scende dall’albero e saltella vigile e furtivo, frugando a colpi di becco tra le foglie, a quando riguadagna veloce il suo rifugio nel bosco. Di umore decisamente più malinconico sono gli Oiseaux tristes, di Maurice Ravel del 1928, uccelli (c’è ancora un merlo!) persi nel torpore di una foresta molto buia durante le ore più calde dell'estate. Ispirato alle vicende del popolo nero e al suo difficile percorso verso l'integrazione è il capolavoro di Paul McCartney Blackbird, il merlo ovvero l'uccello nero. Ma l'uccello nero può rappresentare qualsiasi essere fragile e oppresso, che può trovare la forza di volare.
Non contento di imitare i vocalizzi degli uccelli, l'uomo ha sempre cercato di insegnare loro a cantare delle arie musicali, un passatempo divenuto popolare nei secoli XVII e XVIII; tra i vari trattati e manuali, The Bird Fancyer’s delight, pubblicato nel 1715, che è una raccolta di brani per insegnare agli uccelli a cantare, tordo e merlo compresi, composti appositamente per ogni uccello in base alle sue capacità, usando il flauto e l’organetto a cilindri.

### Fiabe e favole
Le fiabe e le favole riguardanti il merlo ed il tordo sono molte, di seguito se ne indicano alcune:
- Il merlo lavoratore[126]
- La Fiaba del merlo[127]
- Il merlo e il bruco[128]
- Il fischio del merlo, di Italo Calvino[129]
- Il merlo goloso da Fiabe e racconti, di Italo Calvino e La leggenda dei giorni della merla[130]
- Il tordo, di Esopo[131]
- I tordi e la civetta, di Leonardo Da Vinci[132]

### Proverbi e modi di dire
- Essere grasso come un tordo.
- Chi gioca al Lotto è un gran merlotto.
- Chi ha pazienza, ha i tordi grassi a un quattrin l'uno.
- Disse la merla al tordo: sentirai la botta se non sei sordo: se sei distratto ti accorgerai solo quando sarà troppo tardi.
- Essere un merlo: essere ingenui, creduloni; farsi raggirare o incantare facilmente. Allude al carattere di quest'uccello, di natura curiosa e socievole, che per questo risulta facile da catturare e da addomesticare.
- Essere un tordo: essere facili da raggirare, così come è abbastanza facile cacciare quest'uccello nascondendosi dietro un riparo qualsiasi.
- Fischiare ai tordi: fare una fatica inutile, parlare senza riuscire a farsi intendere, magari perché si dicono cose che l'interlocutore non capisce. Allude al fatto che non basta imitare il fischio del tordo per farlo accorrere nel punto voluto, o perché l'uccello comprenda quello che si vorrebbe dirgli.
- In mancanza di tordi, si mangiano i merli; non avendo ottenuto ciò che ci aspettavamo, dobbiamo accontentarci di quel che c’è.
- Meglio un fringuello in gabbia che un tordo in frasca.
- Prendere il tordo: cogliere in fallo qualcuno, oppure riuscire a raggirarlo, come se si prendesse al laccio un tordo cui si dà la caccia.
- Quando a tordi, quando a grilli: ci sono momenti fortunati e altri meno.
- Quando canta il merlo siamo fuori dell’inverno.
- Raccontare la favola del tordo: si dice per esortare qualcuno a dar peso, valore, alla sostanza di una cosa e non alla sua apparenza; considerare i fatti e non le parole.

### Sagre e fiere
Alcune delle manifestazioni che comprendono esposizione, vendita di uccelli da canto e gare canore sono riportate di seguito:
- Sagra dei Osei a Sacile (PN), in settembre: esposizione e mercato di uccelli da canto (istituita nel 1274)[133]
- Fiera degli uccelli a Terranuova Bracciolini (AR), in settembre: vendita e scambio di uccelli da richiamo, gare di canto e di imitazione[134]
- Fiera Nazionale degli Uccelli a Capannoli (PI), in settembre: gare di canto[135]
- Fiera degli Uccelli a Sarzana (SP), in settembre: vendita di richiami vivi e gare di canto[136]
- Fiera degli Uccelli a Villongo (BG), in settembre: gare di canto[137]
- Fiera degli Uccelli dell’Altopiano a Clusone (BG), in luglio: gare di canto[138]
- Sagra di uccelli da richiamo a Lenna (BG), in agosto: gare di canto[139]
- Fiera dei osei a Tezze di Piave (TV), in aprile: gare di canto[140]
- Fiera degli uccelli a Rustignè di Oderzo (TV), in luglio: gare di canto ed esposizioni[141]
- Fiera degli uccelli a Crespina (PI), in settembre: gare di canto[142]
- Concours International d'imitation du chant des oiseaux a Aubagne (FR) (a turno in Italia, Francia e Spagna): gare di imitazione di canto[143]
- Championnat d’imitation des chants d’oiseaux  a Saint-Etienne les Orgues (FR), in luglio: gare di imitazione di canto[144]
- Imitation des chants d'oiseaux a Bagnols-en-Forêt, Château-Gombert ed altre località (FR): gare di imitazione di canto[145]